# Progomphus victor
Progomphus victor är en trollsländeart som beskrevs av St Quentin 1973. Progomphus victor ingår i släktet Progomphus och familjen flodtrollsländor. Inga underarter finns listade i Catalogue of Life.